# Martin Balasus
Martin Balasus (* 3. Juli 1986 in Wedel) ist ein deutscher Politiker (CDU) und seit 2022 Mitglied im Schleswig-Holsteinischen Landtag.

## Leben und Beruf
Balasus wuchs in Moorrege auf und machte 2005 sein Abitur am Ludwig-Meyn-Gymnasium in Uetersen. Von 2005 bis 2006 absolvierte er den Zivildienst am Förderzentrum Raboisenaschule in Elmshorn. Anschließend studierte er zunächst an der Universität Flensburg und dann ab 2010 an der Christian-Albrechts-Universität zu Kiel mit dem Abschluss eines Masters of Education (M.Ed.). Nach dem Lehramtsreferendariat von 2012 bis 2015 war als Studienrat für Deutsch und Geschichte am Johann-Rist-Gymnasium in seinem Geburtsort tätig.

## Ehrenamtliche politische Tätigkeit
Balasus wurde bei den Kommunalwahlen in Schleswig-Holstein 2018 als Abgeordneter in den Pinneberger Kreistag gewählt. Dort wirkte er als Mitglied im Ausschuss für Schule, Sport und Kultur sowie im Ausschuss für Soziales, Gesundheit, Gleichstellung und Senioren. 2020 wurde er zudem Mitglied der Gemeindevertretung Moorrege. 2021 wählten ihn die Parteimitglieder zum Ortsvorsitzenden der CDU in Moorrege und 2022 zum stellvertretenden Vorsitzenden des CDU-Kreisverbandes Pinneberg. Auf dem Parteitag am 29. Juni 2024 wurde er als Nachfolger von Christian von Boetticher mit knapp 95 % der Stimmen zum Vorsitzenden des CDU-Kreisverbandes Pinneberg gewählt.

## Politisches Mandat
Balasus kandidierte bei der Landtagswahl in Schleswig-Holstein 2022 auf Platz 43 der Landesliste seiner Partei. Er erreichte mit 43,3 % der Erststimmen im Wahlkreis Pinneberg-Elbmarschen das Direktmandat und zog damit in den 20. Landtag ein.
Dort ist er Mitglied im Bildungsausschuss und im Ausschuss für die Zusammenarbeit der Länder Schleswig-Holstein und Hamburg sowie stellvertretendes Mitglied im Innen- und Rechtsausschuss und im Sozialausschuss. Am 13. Juni 2023 wurde er zum stellvertretenden Vorsitzenden der CDU-Landtagsfraktion gewählt.

## Politische Positionen
Balasus fordert, Schulen „mit einer zeitgemäßen digitalen Infrastruktur“ auszustatten, eine gezielte Förderung der einzelnen Schülerinnen und Schüler, mehr Lehrkräfte, eine praxisnahe Bildung gegen den Fachkräftemangel und mehr Kita-Plätze. Im Bereich Wirtschaft spricht er sich für Klimafreundlichkeit und Bürokratieabbau aus. Zudem geht es ihm um den Ausbau von Straßen und Radwegen.
Im Bereich des Klimaschutzes fordert er die Abschaltung des Kohlekraftwerks Wedel, den Ausbau der Windkraft, die Förderung von Solar- und Photovoltaik und die Elektrifizierung von Bahnstrecken.

## Persönliches
Balasus ist verheiratet und Vater von zwei Kindern.